# Mohamed Kouaci
Mohamed Kouaci (1922 Blida – 1996 Alžír) byl alžírský fotograf, bojovník ALN během války za nezávislost své země. Je považován za jednoho z průkopníků fotografie v nezávislém Alžírsku a jeho jméno zůstává spojeno s válkou za nezávislost.

## Životopis
Obráběč kovů, který se stal militantem FLN, se pak v roce 1958 přidal k bojovníkům pohraniční armády působící za tuniskými hranicemi pod velením ALN .
Byl jediným fotografem pracujícím pro noviny El Moudjahid, oficiální orgán FLN, který sehrál významnou roli v mezinárodním uznání alžírské záležitosti. Vytvořil velké množství fotografií o alžírských uprchlících v Tunisku, výcvikových táborech ALN a portréty tuniských a alžírských prezidentů Habiba Bourguiby, Ahmeda Ben Belly, Houariho Boumédièna nebo antikolonialistického spisovatele Frantze Fanona .
Některé z jeho fotografií jsou vystaveny v Martyr Memorial Museum v Alžíru .

## Dílo
- Mohammed Kouaci, Algérie d'hier, Algérie de toujours, Alger, Entreprise nationale du livre, 1983